# Vayana jolyi
Vayana jolyi är en skalbaggsart som beskrevs av Soula 2002. Vayana jolyi ingår i släktet Vayana och familjen Rutelidae. Inga underarter finns listade i Catalogue of Life.